# Az Apa csak egy van epizódjainak listája
Ez a cikk az Apa csak egy van című sorozat epizódjait listázza.

## Évados áttekintés
| Évad | Évad | Epizódok | Eredeti sugárzás     | Eredeti sugárzás  | Eredeti adó | Magyar sugárzás   | Magyar sugárzás   | Eredeti adó |
| Évad | Évad | Epizódok | Évadpremier          | Évadfinálé        | Eredeti adó | Évadpremier       | Évadfinálé        | Eredeti adó |
| ---- | ---- | -------- | -------------------- | ----------------- | ----------- | ----------------- | ----------------- | ----------- |
|      | 1    | 24       | 2011. október 11.    | 2012. május 8.    | ABC         | 2015. május 18.   | 2015. június 3.   | Filmcafé    |
|      | 2    | 18       | 2012. november 2.    | 2013. március 22. | ABC         | 2015. június 4.   | 2015. június 16.  | Filmcafé    |
|      | 3    | 22       | 2013. szeptember 20. | 2014. április 25. | ABC         | 2015. június 17.  | 2015. július 1.   | Filmcafé    |
|      | 4    | 22       | 2014. október 3.     | 2015. április 17. | ABC         | 2015. július 2.   | 2015. július 16.  | Filmcafé    |
|      | 5    | 22       | 2015. szeptember 25. | 2016. április 22. | ABC         | 2024. február 9.  | 2024. március 11. | Viasat 6    |
|      | 6    | 22       | 2016. szeptember 23. | 2017. március 31. | ABC         | 2024. március 12. | 2024. április 15. | Viasat 6    |
|      | 7    | 22       | 2018. szeptember 28. | 2019. május 10.   | FOX         | 2024. április 16. | 2024. május 16.   | Viasat 6    |
|      | 8    | 21       | 2020. január 2.      | 2020. április 30. | FOX         | 2024. május 17.   | 2024. június 17.  | Viasat 6    |
|      | 9    | 21       | 2021. január 3.      | 2021. május 20.   | FOX         | 2024. június 18.  | 2024. július 16.  | Viasat 6    |

## 1. évad (2011-2012)
| Sor. | Év. | Cím                                                           | Rendező      | Író                                         | Premier                            | Nézettség    |
| ---- | --- | ------------------------------------------------------------- | ------------ | ------------------------------------------- | ---------------------------------- | ------------ |
| 1.   | 1.  | Kerékcsere (Pilot)                                            | John Pasquin | Jack Burditt                                | 2011. október 11. 2015. május 18.  | 13,19 millió |
| 2.   | 2.  | Gyerekzár (Last Baby Proofing Standing)                       | John Pasquin | Linda Videtti Figueiredo                    | 2011. október 11. 2015. május 18.  | 13,19 millió |
| 3.   | 3.  | Nagyszülőnap (Grandparents Day)                               | John Pasquin | Liz Astrof                                  | 2011. október 18. 2015. május 19.  | 10,34 millió |
| 4.   | 4.  | Senior csont (Last Halloween Standing)                        | John Pasquin | Marsh McCall                                | 2011. október 25. 2015. május 19.  | 9,88 millió  |
| 5.   | 5.  | Koedukált csapat (Co-Ed Softball)                             | John Pasquin | Kevin Hench                                 | 2011. november 1. 2015. május 20.  | 9,42 millió  |
| 6.   | 6.  | Hónyuszi (Good Cop, Bad Cop)                                  | John Pasquin | Eben Russell                                | 2011. november 8. 2015. május 20.  | 9,26 millió  |
| 7.   | 7.  | Biztonsági rendszer (Home Security)                           | John Pasquin | Eben Russell                                | 2011. november 15. 2015. május 21. | 9,06 millió  |
| 8.   | 8.  | Hancur és takarodó (House Rules)                              | John Pasquin | Andy Gordon                                 | 2011. november 22. 2015. május 21. | 9,29 millió  |
| 9.   | 9.  | Pite és panini (Guess Who's Coming to Dinner)                 | John Pasquin | Kevin Hench                                 | 2011. november 29. 2015. május 22. | 10,32 millió |
| 10.  | 10. | Karácsonyi béke (Last Christmas Standing)                     | John Pasquin | Jack Burditt                                | 2011. december 6. 2015. május 22.  | 8,79 millió  |
| 11.  | 11. | Mandy karrierje (The Passion of the Mandy)                    | John Pasquin | Marsh McCall                                | 2011. december 13. 2015. május 26. | 7,51 millió  |
| 12.  | 12. | Kenya egén a Hold (Moon Over Kenya)                           | John Pasquin | Steve Baldikoski és Bryan Behar             | 2012. január 3. 2015. május 26.    | 7,93 millió  |
| 13.  | 13. | Hozd be a lányodat a munkahelyre (Take Your Daughter to Work) | John Pasquin | Joe Port és Joe Wiseman                     | 2012. január 10. 2015. május 27.   | 7,57 millió  |
| 14.  | 14. | Harapj a hínárra (Odd Couple Out)                             | John Pasquin | Liz Astrof és Linda Videtti Figueiredo      | 2012. január 17. 2015. május 27.   | 8,59 millió  |
| 15.  | 15. | Szellemjárás (House of Spirits)                               | John Pasquin | Liz Astrof és Linda Videtti Figueiredo      | 2012. február 7. 2015. május 28.   | 7,78 millió  |
| 16.  | 16. | Csak egy fa (Tree of Strife)                                  | John Pasquin | Kevin Hench                                 | 2012. február 7. 2015. május 28.   | 8,02 millió  |
| 17.  | 17. | Füst és gáz (Adrenaline)                                      | John Pasquin | Andy Gordon                                 | 2012. február 14. 2015. május 29.  | 7,64 millió  |
| 18.  | 18. | Baxter és fiai (Baxter & Sons)                                | John Pasquin | Történet: Kim Flagg Tévéjáték: Marsh McCall | 2012. február 21. 2015. május 29.  | 7,46 millió  |
| 19.  | 19. | Utcabetyár (Ding Dong Ditch)                                  | John Pasquin | Jon Haller                                  | 2012. február 28. 2015. június 1.  | 7,50 millió  |
| 20.  | 20. | Szandi-Vandi (Animal Wrongs)                                  | John Pasquin | Marsh McCall                                | 2012. március 20. 2015. június 1.  | 6,98 millió  |
| 21.  | 21. | Szabad szombat (Wherefore Art Thou, Mike Baxter)              | John Pasquin | Kevin Hench                                 | 2012. április 10. 2015. június 2.  | 6,84 millió  |
| 22.  | 22. | Stressz enyhítés (This Bud's For You)                         | John Pasquin | Steve Baldikoski és Bryan Behar             | 2012. április 17. 2015. június 2.  | 6,51 millió  |
| 23.  | 23. | Pepita gatya és pucér has (The Spotlight)                     | John Pasquin | Eben Russell                                | 2012. május 1. 2015. június 3.     | 6,52 millió  |
| 24.  | 24. | Kölcsön kenyér visszajár (Found Money)                        | John Pasquin | Andy Gordon                                 | 2012. május 8. 2015. június 3.     | 6,62 millió  |

## 2. évad (2012-2013)
| Sor. | Év. | Cím                                           | Rendező      | Író                                       | Premier                            | Nézettség   |
| ---- | --- | --------------------------------------------- | ------------ | ----------------------------------------- | ---------------------------------- | ----------- |
| 25.  | 1.  | Szabad választás (Voting)                     | John Pasquin | Tim Doyle és Jon Haller                   | 2012. november 2. 2015. június 4.  | 8,07 millió |
| 26.  | 2.  | Kidobós (Dodgeball Club)                      | John Pasquin | Kevin Hench                               | 2012. november 9. 2015. június 4.  | 7,44 millió |
| 27.  | 3.  | A klán tojásai (High Expectations)            | John Pasquin | Michael Shipley                           | 2012. november 16. 2015. június 5. | 7,13 millió |
| 28.  | 4.  | Kés a hátba (Ed's Twice Ex-Wife)              | John Pasquin | Sarah Jane Cunningham és Suzie V. Freeman | 2012. november 23. 2015. június 5. | 6,68 millió |
| 29.  | 5.  | Környezeti ártalom (Mother Fracker)           | John Pasquin | Ed Yeager                                 | 2012. november 30. 2015. június 8. | 6,72 millió |
| 30.  | 6.  | A vadász meg a vega (Circle of Life)          | John Pasquin | Vince Calandra                            | 2012. december 7. 2015. június 8.  | 6,54 millió |
| 31.  | 7.  | Karácsonyi írtás (Putting a Hit on Christmas) | John Pasquin | Mike Teverbaugh                           | 2012. december 14. 2015. június 9. | 6,81 millió |
| 32.  | 8.  | A szó veszélyes fegyver (Bullying)            | John Pasquin | Kevin Hench                               | 2013. január 4. 2015. június 9.    | 6,63 millió |
| 33.  | 9.  | Smink nélkül (Attractive Architect)           | John Pasquin | Mike Teverbaugh                           | 2013. január 11. 2015. június 10.  | 6,89 millió |
| 34.  | 10. | A segítség (The Help)                         | John Pasquin | Ed Yeager                                 | 2013. január 18. 2015. június 10.  | 6,62 millió |
| 35.  | 11. | Mike zászlója (Mike's Pole)                   | John Pasquin | Vince Calandra                            | 2013. február 1. 2015. június 11.  | 6,92 millió |
| 36.  | 12. | Hörcsög a szekrényben (Quarterback Boyfriend) | John Pasquin | Sid Youngers                              | 2013. február 8. 2015. június 11.  | 7,29 millió |
| 37.  | 13. | Mennyit mond egy név (What's in a Name?)      | John Pasquin | Kevin Hench                               | 2013. február 15. 2015. június 12. | 6,74 millió |
| 38.  | 14. | Vadnyugati csók (Buffalo Bill Day)            | John Pasquin | Julie Larson                              | 2013. február 22. 2015. június 12. | 6,04 millió |
| 39.  | 15. | Rendes fiúk (Breaking Curfew)                 | John Pasquin | Vince Calandra                            | 2013. március 1. 2015. június 15.  | 7,05 millió |
| 40.  | 16. | Magán edző (Private Coach)                    | John Pasquin | Ed Yeager                                 | 2013. március 8. 2015. június 15.  | 6,96 millió |
| 41.  | 17. | Bunyó (The Fight)                             | John Pasquin | Michael Shipley                           | 2013. március 15. 2015. június 16. | 6,43 millió |
| 42.  | 18. | Gumi kígyó (College Girl)                     | John Pasquin | Sarah Jane Cunningham és Suzie V. Freeman | 2013. március 22. 2015. június 16. | 7,85 millió |

## 3. évad (2013-2014)
| Sor. | Év. | Cím                                        | Rendező                | Író                                                            | Premier                               | Nézettség   |
| ---- | --- | ------------------------------------------ | ---------------------- | -------------------------------------------------------------- | ------------------------------------- | ----------- |
| 43.  | 1.  | Olvasztó tégely (Back to School)           | John Pasquin           | Kevin Hench                                                    | 2013. szeptember 20. 2015. június 17. | 6,67 millió |
| 44.  | 2.  | Dinamit és padlógáz (Driving Lessons)      | John Pasquin           | Mike Teverbaugh                                                | 2013. szeptember 27. 2015. június 17. | 5,73 millió |
| 45.  | 3.  | Rongylabda (Pledging)                      | John Pasquin           | Michael Shipley                                                | 2013. október 4. 2015. június 18.     | 6,22 millió |
| 46.  | 4.  | Ryan a kanapén (Ryan v. John Baker)        | John Pasquin           | Ed Yeager                                                      | 2013. október 11. 2015. június 18.    | 6,03 millió |
| 47.  | 5.  | Kísértett kastély (Haunted House)          | Jonathan Taylor Thomas | Amy Mass                                                       | 2013. október 18. 2015. június 19.    | 6,19 millió |
| 48.  | 6.  | Jóbarátok közt (Larabee for School Board)  | John Pasquin           | Vince Calandra                                                 | 2013. november 1. 2015. június 19.    | 6,36 millió |
| 49.  | 7.  | Hólapátolás (Shoveling Snow)               | John Pasquin           | Mike Haukom                                                    | 2013. november 8. 2015. június 22.    | 6,22 millió |
| 50.  | 8.  | Ponyt, elefánt, polip (Vanessa Fixes Kyle) | John Pasquin           | Kevin Abbott                                                   | 2013. november 15. 2015. június 22.   | 6,15 millió |
| 51.  | 9.  | Hálaadás (Thanksgiving)                    | Ted Wass               | Vince Calandra                                                 | 2013. november 22. 2015. június 23.   | 6,21 millió |
| 52.  | 10. | Náspángolás (Spanking)                     | John Pasquin           | Miriam Tragdon és Gracie Charters                              | 2013. december 6. 2015. június 23.    | 6,27 millió |
| 53.  | 11. | A nagytestvér figyel (Elfie)               | Ted Wass               | Történet: Maisie Culver Tévéjáték: Bryan Larrivee és D.J. Ryan | 2013. december 13. 2015. június 24.   | 6,27 millió |
| 54.  | 12. | Le a hatalommal (All About Eve)            | John Pasquin           | Kevin Hench                                                    | 2014. január 10. 2015. június 24.     | 7,18 millió |
| 55.  | 13. | Dopping (Breaking Boyd)                    | John Pasquin           | Lisa K. Nelson                                                 | 2014. január 17. 2015. június 25.     | 6,22 millió |
| 56.  | 14. | Példa képek (Renaming Boyd's School)       | John Pasquin           | Jonathan Haller                                                | 2014. január 24. 2015. június 25.     | 6,34 millió |
| 57.  | 15. | Valentin nap (Tasers)                      | John Pasquin           | Sid Youngers                                                   | 2014. január 31. 2015. június 26.     | 6,92 millió |
| 58.  | 16. | Kutya világ (Stud Muffin)                  | Ted Wass               | Tim Doyle                                                      | 2014. február 28. 2015. június 26.    | 6,37 millió |
| 59.  | 17. | Eve pasija (Eve's Boyfriend)               | John Pasquin           | Mike Haukom                                                    | 2014. március 7. 2015. június 29.     | 6,38 millió |
| 60.  | 18. | Mandy a köbön (Project Mandy)              | John Pasquin           | Mike Haukom                                                    | 2014. március 28. 2015. június 29.    | 6,47 millió |
| 61.  | 19. | Kőkemény tanár (Hard-Ass Teacher)          | Jonathan Taylor Thomas | Mike Teverbaugh                                                | 2014. április 4. 2015. június 30.     | 6,30 millió |
| 62.  | 20. | Lábtörlő (Parenting Bud)                   | John Pasquin           | Vince Calandra                                                 | 2014. április 11. 2015. június 30.    | 5,90 millió |
| 63.  | 21. | Sejtem, a sejtem (April, Come She Will)    | John Pasquin           | Kevin Hench                                                    | 2014. április 18. 2015. július 1.     | 5,39 millió |
| 64.  | 22. | Pótkerék (Mutton Busting)                  | Tim Doyle              | Michael Shipley                                                | 2014. április 25. 2015. július 1.     | 6,10 millió |

## 4. évad (2014-2015)
| Sor. | Év. | Cím                                        | Rendező           | Író             | Premier                            | Nézettség   |
| ---- | --- | ------------------------------------------ | ----------------- | --------------- | ---------------------------------- | ----------- |
| 65.  | 1.  | Rózsaszín álca (Here's the Kicker)         | John Pasquin      | Michael Shipley | 2014. október 3. 2015. július 2.   | 6,91 millió |
| 66.  | 2.  | Sólyomszem (War Games)                     | Victor Gonzalez   | Kevin Hench     | 2014. október 3. 2015. július 2.   | 6,91 millió |
| 67.  | 3.  | Columbus nap (Rediscover America)          | Victor Gonzalez   | Vince Calandra  | 2014. október 10. 2015. július 3.  | 6,62 millió |
| 68.  | 4.  | A víznyelő (Sinkhole)                      | Joel Murray       | Vince Calandra  | 2014. október 17. 2015. július 3.  | 6,79 millió |
| 69.  | 5.  | Egy darab szén (School Merger)             | John Pasquin      | Mike Teverbaugh | 2014. október 24. 2015. július 6.  | 6,18 millió |
| 70.  | 6.  | Mike tanácsot ad (Mike Advises Mandy)      | John Pasquin      | Ed Yeager       | 2014. október 31. 2015. július 6.  | 6,71 millió |
| 71.  | 7.  | Védőoltás (Big Shots)                      | John Pasquin      | Joey Gutierrez  | 2014. november 7. 2015. július 7.  | 6,67 millió |
| 72.  | 8.  | Kockázatos vállalkozás (Risky Behavior)    | John Pasquin      | Mike Haukom     | 2014. november 14. 2015. július 7. | 7,07 millió |
| 73.  | 9.  | Egy égő kicserélése (Changing Light Bulbs) | Ted Wass          | Lisa K. Nelson  | 2014. november 21. 2015. július 8. | 7,10 millió |
| 74.  | 10. | Az étterem (Outdoor Man Grill)             | Ted Wass          | Tim Doyle       | 2014. december 5. 2015. július 8.  | 6,66 millió |
| 75.  | 11. | Esküvő szervezés (Wedding Planning)        | Robbie Countryman | Matt Berry      | 2014. december 12. 2015. július 9. | 5,99 millió |
| 76.  | 12. | Helen Potts, halihó (Helen Potts)          | John Pasquin      | Amy Mass        | 2015. január 9. 2015. július 9.    | 8,60 millió |
| 77.  | 13. | Oroszlán eledel (Mike Hires Chuck)         | John Pasquin      | Mike Haukom     | 2015. január 16. 2015. július 10.  | 6,88 millió |
| 78.  | 14. | Szenved a gyerek (Eve's Breakup)           | John Pasquin      | Michael Shipley | 2015. január 30. 2015. július 10.  | 7,51 millió |
| 79.  | 15. | A nagy testvér (Big Brother)               | John Pasquin      | Lisa K. Nelson  | 2015. február 6. 2015. július 13.  | 7,23 millió |
| 80.  | 16. | Vasárnapi selfie (Three Sundays)           | Victor Gonzalez   | Vince Calandra  | 2015. február 20. 2015. július 13. | 6,58 millió |
| 81.  | 17. | Fedél nélkül (Kyle's Friend)               | Victor Gonzalez   | Joey Gutierrez  | 2015. február 27. 2015. július 14. | 7,35 millió |
| 82.  | 18. | Stika buli (Mandy's Party)                 | Victor Gonzalez   | Matt Berry      | 2015. március 13. 2015. július 14. | 6,94 millió |
| 83.  | 19. | Tíz hét New York-ban (Summer Internship)   | Victor Gonzalez   | Maisie Culver   | 2015. március 20. 2015. július 15. | 6,97 millió |
| 84.  | 20. | Szarvas vadász (Restaurant Opening)        | Victor Gonzalez   | Gracie Charters | 2015. április 3. 2015. július 15.  | 6,56 millió |
| 85.  | 21. | Kenyér puding (Vanessa Fixes Up Eve)       | Tim Doyle         | Ed Yeager       | 2015. április 10. 2015. július 16. | 6,44 millió |
| 86.  | 22. | Vadász túra (Daddy Dearest)                | Robbie Countryman | Mike Teverbaugh | 2015. április 17. 2015. július 16. | 6,16 millió |

## 5. évad (2015-2016)
| Sor. | Év. | Cím                                             | Rendező                | Író                     | Premier                               | Nézettség   |
| ---- | --- | ----------------------------------------------- | ---------------------- | ----------------------- | ------------------------------------- | ----------- |
| 87.  | 1.  | A farkas visszatér (The Wolf Returns)           | John Pasquin           | Michael Shipley         | 2015. szeptember 25. 2024. február 9. | 6,27 millió |
| 88.  | 2.  | Szabadon élő szülők (Free Range Parents)        | Victor Gonzalez        | Ed Yeager               | 2015. október 2. 2024. február 12.    | 6,55 millió |
| 89.  | 3.  | Pingpong (Ping-pong)                            | Victor Gonzalez        | Kevin Hench             | 2015. október 9. 2024. február 13.    | 6,35 millió |
| 90.  | 4.  | Boyd oktatása (Educating Boyd)                  | Victor Gonzalez        | Mike Haukom             | 2015. október 16. 2024. február 14.   | 6,58 millió |
| 91.  | 5.  | A út kevésbé vezethető (The Road Less Driven)   | John Pasquin           | Jon Haller              | 2015. október 23. 2024. február 15.   | 7,16 millió |
| 92.  | 6.  | Halloween (Halloween)                           | Victor Gonzalez        | Mike Teverbaugh         | 2015. október 30. 2024. február 16.   | 6,94 millió |
| 93.  | 7.  | Az apu kalap (The Dad Hat)                      | Victor Gonzalez        | Maisie Culver           | 2015. november 6. 2024. február 19.   | 6,85 millió |
| 94.  | 8.  | A nagy pizsamaparti (The Big Sleepover)         | Victor Gonzalez        | Sid Youngers            | 2015. november 13. 2024. február 20.  | 7,47 millió |
| 95.  | 9.  | A hálalista (The Gratitude List)                | John Pasquin           | Richard Brandon Manus   | 2015. november 20. 2024. február 21.  | 7,29 millió |
| 96.  | 10. | Megáll a korong (The Puck Stops Here)           | Victor Gonzalez        | Kevin Hench             | 2015. december 4. 2024. február 22.   | 6,67 millió |
| 97.  | 11. | A bölcs ember ajándéka (Gift of the Wise Man)   | Robbie Countryman      | Kevin Abbott            | 2015. december 11. 2024. február 23.  | 6,84 millió |
| 98.  | 12. | Sarkvidéki futás (Polar Run)                    | Victor Gonzalez        | Joey Gutierrez          | 2016. január 8. 2024. február 26.     | 7,33 millió |
| 99.  | 13. | Mike és a szerelő (Mike and the Mechanics)      | Robbie Countryman      | Mike Haukom             | 2016. január 15. 2024. február 27.    | 6,99 millió |
| 100. | 14. | A gyűrű (The Ring)                              | Victor Gonzalez        | Ed Yeager               | 2016. január 29. 2024. február 28.    | 6,87 millió |
| 101. | 15. | Félédes otthon (Home Sweet Loan)                | Victor Gonzalez        | Dylan Tanous            | 2016. február 5. 2024. február 29.    | 6,66 millió |
| 102. | 16. | Eve bandája (Eve's Band)                        | Jonathan Taylor Thomas | Michael Shipley         | 2016. február 19. 2024. március 1.    | 6,67 millió |
| 103. | 17. | Köszönet az emlékekért (Tanks for the Memories) | Victor Gonzalez        | Mike Teverbaugh         | 2016. február 26. 2024. március 4.    | 6,87 millió |
| 104. | 18. | Női kunyhó (He Shed She Shed)                   | Victor Gonzalez        | Lisa K. Nelson          | 2016. március 11. 2024. március 5.    | 6,24 millió |
| 105. | 19. | Szabadtéri nő (Outdoor Woman)                   | Victor Gonzalez        | Pat Bullard             | 2016. március 18. 2024. március 6.    | 7,04 millió |
| 106. | 20. | Tetkó (Tattoo)                                  | Tim Allen              | Gracie Charters         | 2016. április 8. 2024. március 7.     | 6,44 millió |
| 107. | 21. | A házasság orvosa (The Marriage Doctor)         | Tim Clark              | Lisa K. Nelson          | 2016. április 15. 2024. március 8.    | 6,34 millió |
| 108. | 22. | A rövidebb út (The Shortcut)                    | Victor Gonzalez        | Matt Berry és Ed Yeager | 2016. április 22. 2024. március 11.   | 5,94 millió |

## 6. évad (2016-2017)
| Sor. | Év. | Cím                                                         | Rendező         | Író                            | Premier                                | Nézettség   |
| ---- | --- | ----------------------------------------------------------- | --------------- | ------------------------------ | -------------------------------------- | ----------- |
| 109. | 1.  | Medvepapa (Papa Bear)                                       | Victor Gonzalez | Michael Shipley                | 2016. szeptember 23. 2024. március 12. | 5,95 millió |
| 110. | 2.  | Esküvő előtti buli, vagy meccs? (Gameday Forecast: Showers) | Victor Gonzalez | Kevin Abbott                   | 2016. szeptember 30. 2024. március 13. | 5,84 millió |
| 111. | 3.  | Nem zörög a haraszt (Where There's Smoke, There's Ire)      | Victor Gonzalez | Lisa K. Nelson                 | 2016. október 7. 2024. március 14.     | 5,68 millió |
| 112. | 4.  | Boyd már csak ilyen (Boyd Will Be Boyd)                     | Victor Gonzalez | Kevin Hench                    | 2016. október 14. 2024. március 18.    | 5,65 millió |
| 113. | 5.  | Csokigyűjtés (Trick or Treat)                               | Victor Gonzalez | Ed Yeager                      | 2016. október 21. 2024. március 19.    | 6,44 millió |
| 114. | 6.  | Új hely az emberünknek (A New Place for One of Our People)  | Victor Gonzalez | Mike Teverbaugh                | 2016. november 4. 2024. március 20.    | 6,26 millió |
| 115. | 7.  | Bridezilla vs. A Baxter család (Bridezilla vs. The Baxters) | Victor Gonzalez | Maisie Culver                  | 2016. november 11. 2024. március 21.   | 6,34 millió |
| 116. | 8.  | Apám, az autó (My Father the Car)                           | Victor Gonzalez | Jon Haller                     | 2016. november 18. 2024. március 22.   | 6,55 millió |
| 117. | 9.  | Értékes hópelyhek (Precious Snowflake)                      | Victor Gonzalez | Mike Haukom                    | 2016. december 2. 2024. március 25.    | 6,29 millió |
| 118. | 10. | Segítsen valaki (Help Wanted)                               | Victor Gonzalez | Sid Youngers                   | 2016. december 9. 2024. március 26.    | 6,57 millió |
| 119. | 11. | A nevem Rob (My Name is Rob)                                | Victor Gonzalez | Matt Berry                     | 2016. december 16. 2024. március 27.   | 6,78 millió |
| 120. | 12. | Három nővér (Three Sisters)                                 | Victor Gonzalez | Holly Hester                   | 2017. január 6. 2024. március 28.      | 7,75 millió |
| 121. | 13. | Felfedezők (Explorers)                                      | Tim Clark       | Mike Teverbaugh                | 2017. január 13. 2024. április 2.      | 7,17 millió |
| 122. | 14. | Megosztott ház (A House Divided)                            | Victor Gonzalez | Michael Shipley                | 2017. január 20. 2024. április 3.      | 6,93 millió |
| 123. | 15. | A szerelő (The Fixer)                                       | Victor Gonzalez | Jon Haller                     | 2017. január 27. 2024. április 4.      | 7,01 millió |
| 124. | 16. | Az erő (The Force)                                          | Jean Sagal      | Kevin Hench                    | 2017. február 3. 2024. április 5.      | 6,59 millió |
| 125. | 17. | A baráti könyvtár (The Friending Library)                   | Tim Allen       | Pat Bullard                    | 2017. február 17. 2024. április 8.     | 6,54 millió |
| 126. | 18. | Vigyetek el templomba (Take Me to Church)                   | Victor Gonzalez | Jon Haller és Maisie Culver    | 2017. február 24. 2024. április 9.     | 6,60 millió |
| 127. | 19. | Házi korrepetálás (House of Tutor)                          | Victor Gonzalez | Dylan Tanous                   | 2017. március 10. 2024. április 10.    | 5,69 millió |
| 128. | 20. | Mégis kinek a dolga (Heavy Meddle)                          | Victor Gonzalez | Richard Brandon Manus          | 2017. március 17. 2024. április 11.    | 6,15 millió |
| 129. | 21. | Gonosz örökösök (Bad Heir Day)                              | Victor Gonzalez | Ed Yeager és Lisa K. Nelson    | 2017. március 24. 2024. április 12.    | 6,10 millió |
| 130. | 22. | Árnyékbokszolás (Shadowboxing)                              | Victor Gonzalez | Michael Shipley és Mike Haukom | 2017. március 31. 2024. április 15.    | 6,06 millió |

## 7. évad (2018-2019)
| Sor. | Év. | Cím                                                           | Rendező           | Író                                                            | Premier                                | Nézettség   |
| ---- | --- | ------------------------------------------------------------- | ----------------- | -------------------------------------------------------------- | -------------------------------------- | ----------- |
| 131. | 1.  | Üdv, Baxter (Welcome Baxter)                                  | John Pasquin      | Kevin Abbott                                                   | 2018. szeptember 28. 2024. április 16. | 8,13 millió |
| 132. | 2.  | Ember kontra mítosz (Man vs. Myth)                            | John Pasquin      | Matt Berry                                                     | 2018. október 5. 2024. április 17.     | 6,15 millió |
| 133. | 3.  | Hagyjuk az üzletet Mike-ra (Giving Mike the Business)         | John Pasquin      | Jon Haller                                                     | 2018. október 12. 2024. április 18.    | 6,32 millió |
| 134. | 4.  | Frankencsíny menyasszonya (Bride of Prankenstein)             | Jean Sagal        | Claire Mulaney                                                 | 2018. október 19. 2024. április 19.    | 6,28 millió |
| 135. | 5.  | Az üres fészek egyetlen lakója (One Flew Into the Empty Nest) | Andy Cadiff       | Ed Yeager                                                      | 2018. november 2. 2024. április 22.    | 6,11 millió |
| 136. | 6.  | Udvarlás Vanessa anyjának (The Courtship of Vanessa's Mother) | Andy Cadiff       | Mike Teverbaugh és Linda Teverbaugh                            | 2018. november 9. 2024. április 23.    | 6,30 millió |
| 137. | 7.  | Álmok kontra valóság (Dreams vs. Reality)                     | Jean Sagal        | Jacob Brown                                                    | 2018. november 16. 2024. április 24.   | 5,97 millió |
| 138. | 8.  | Kemény nap a HR-en (HR's Rough n' Stuff)                      | Victor Gonzalez   | Josh Greenberg                                                 | 2018. december 7. 2024. április 25.    | 5,43 millió |
| 139. | 9.  | Mike ajándéka (The Gift of the Mike Guy)                      | Robbie Countryman | Jon Haller                                                     | 2018. december 14. 2024. április 26.   | 5,44 millió |
| 140. | 10. | Hárman úton (Three for the Road)                              | Dave Cove         | Jordan Black                                                   | 2019. január 4. 2024. április 29.      | 5,66 millió |
| 141. | 11. | Közös alapon (Common Ground)                                  | Phill Lewis       | Pat Bullard                                                    | 2019. január 11. 2024. április 30.     | 6,16 millió |
| 142. | 12. | Kabinnyomás (Cabin Pressure)                                  | Victor Gonzalez   | Mike Teverbaugh és Linda Teverbaugh                            | 2019. február 1. 2024. május 2.        | 5,93 millió |
| 143. | 13. | A tanú (The Best Man)                                         | Victor Gonzalez   | Matt Berry                                                     | 2019. február 15. 2024. május 3.       | 5,98 millió |
| 144. | 14. | Testvéri civakodás (Sibling Quibbling)                        | Victor Gonzalez   | Josh Greenberg                                                 | 2019. február 15. 2024. május 6.       | 5,64 millió |
| 145. | 15. | Állítsátok meg a fejlődést (Arrest Her Development)           | Victor Gonzalez   | Erin Berry                                                     | 2019. február 22. 2024. május 7.       | 5,37 millió |
| 146. | 16. | Városi felfedezések (Urban Exploring)                         | Victor Gonzalez   | Jordan Black                                                   | 2019. március 1. 2024. május 8.        | 5,44 millió |
| 147. | 17. | Kiterített lapok (Cards on the Table)                         | Victor Gonzalez   | Jacob Brown                                                    | 2019. március 8. 2024. május 9.        | 5,33 millió |
| 148. | 18. | Másként foglalt (Otherwise Engaged)                           | Victor Gonzalez   | Történet: Tommy Wright Tévéjáték: Brett Isaacson és TJ Martell | 2019. március 15. 2024. május 10.      | 5,16 millió |
| 149. | 19. | Paul passziója (The Passion of Paul)                          | Tim Allen         | Pat Bullard                                                    | 2019. március 22. 2024. május 13.      | 5,09 millió |
| 150. | 20. | Jasszkirálynő (Yass Queen)                                    | Tim Clark         | Kevin Hench                                                    | 2019. április 19. 2024. május 14.      | 4,82 millió |
| 151. | 21. | A kedvenc (The Favourite)                                     | Jean Sagal        | Ed Yeager                                                      | 2019. május 3. 2024. május 15.         | 4,26 millió |
| 152. | 22. | Megható finálé (A Moving Finale)                              | Victor Gonzalez   | Kevin Abbott                                                   | 2019. május 10. 2024. május 16.        | 4,72 millió |

## 8. évad (2020)
| Sor. | Év. | Cím                                                        | Rendező             | Író                                                            | Premier                            | Nézettség   |
| ---- | --- | ---------------------------------------------------------- | ------------------- | -------------------------------------------------------------- | ---------------------------------- | ----------- |
| 153. | 1.  | Szülői iránymutatás nélkül (No Parental Guidance)          | Andy Cadiff         | Kevin Abbott                                                   | 2020. január 2. 2024. május 17.    | 5,21 millió |
| 154. | 2.  | Munkában a csavarkulcs (Wrench in the Works)               | Andy Cadiff         | Jon Haller                                                     | 2020. január 2. 2024. május 21.    | 5,21 millió |
| 155. | 3.  | A tiétek, a bor és a miénk (Yours, Wine, and Ours)         | Victor Gonzalez     | Mike Teverbaugh és Linda Teverbaugh                            | 2020. január 9. 2024. május 22.    | 4,35 millió |
| 156. | 4.  | Fiú lesz (vagy lány) (You’ve Got Male (or Female))         | Victor Gonzalez     | Kevin Hench                                                    | 2020. január 9. 2024. május 23.    | 4,35 millió |
| 157. | 5.  | Az iroda (The Office)                                      | Victor Gonzalez     | Pat Bullard                                                    | 2020. január 16. 2024. május 24.   | 4,79 millió |
| 158. | 6.  | Rejtélyes utak (Mysterious Ways)                           | Victor Gonzalez     | Matt Berry                                                     | 2020. január 16. 2024. május 27.   | 4,79 millió |
| 159. | 7.  | Esti mese (Bedtime Story)                                  | Robbie Countryman   | Josh Greenberg                                                 | 2020. január 23. 2024. május 28.   | 4,45 millió |
| 160. | 8.  | A kő románca (Romancing the Stone)                         | Robbie Countryman   | Mackenzie Yeager                                               | 2020. január 30. 2024. május 29.   | 3,94 millió |
| 161. | 9.  | Szuper csajok (Girls Rock)                                 | Dave Cove           | Claire Mulaney                                                 | 2020. február 6. 2024. május 30.   | 3,98 millió |
| 162. | 10. | Induljon a kampány (Break Out the Campaign)                | Tim Allen           | Jordan Black                                                   | 2020. február 13. 2024. május 31.  | 3,66 millió |
| 163. | 11. | Sütivásár (Baked Sale)                                     | Andy Cadiff         | Jenny Yang                                                     | 2020. február 20. 2024. június 3.  | 3,65 millió |
| 164. | 12. | Én Ámorral vagyok (I'm with Cupid)                         | Andy Cadiff         | Jacob Brown                                                    | 2020. február 27. 2024. június 4.  | 4,10 millió |
| 165. | 13. | Diákkétségek (Student Doubt)                               | Leslie Kolins Small | Pat Bullard                                                    | 2020. március 5. 2024. június 5.   | 3,52 millió |
| 166. | 14. | Ez is basszus lesz (This Too Shall Bass)                   | Andy Cadiff         | Erin Berry                                                     | 2020. március 12. 2024. június 6.  | 3,67 millió |
| 167. | 15. | Chili-chili bumm-bumm (Chili Chili Bang Bang)              | Victor Gonzalez     | Jon Haller                                                     | 2020. március 19. 2024. június 7.  | 4,70 millió |
| 168. | 16. | Arra jött egy pók (Along Came a Spider)                    | Victor Gonzalez     | Ed Yeager                                                      | 2020. március 26. 2024. június 10. | 4,40 millió |
| 169. | 17. | Tartsd meg a visszajárót (Keep the Change)                 | Victor Gonzalez     | Mike Teverbaugh és Linda Teverbaugh                            | 2020. április 2. 2024. június 11.  | 4,10 millió |
| 170. | 18. | Garázsbanda (Garage Band)                                  | Amanda Fuller       | Josh Greenberg                                                 | 2020. április 9. 2024. június 12.  | 4,16 millió |
| 171. | 19. | A nagy LeBaxter (The Big LeBaxter)                         | Andy Cadiff         | Erin Berry                                                     | 2020. április 16. 2024. június 13. | 3,86 millió |
| 172. | 20. | Extraszenzoros megtévesztés (Extrasensory Deception)       | Victor Gonzalez     | Történet: Tommy Wright Tévéjáték: Brett Isaacson és TJ Martell | 2020. április 23. 2024. június 14. | 4,14 millió |
| 173. | 21. | Hogy szereted a palacsintát? (How You Like Them Pancakes?) | Victor Gonzalez     | Jacob Brown                                                    | 2020. április 30. 2024. június 17. | 4,25 millió |

## 9. évad (2021)
| Sor. | Év. | Cím                                                   | Rendező             | Író                                                            | Premier                            | Nézettség   |
| ---- | --- | ----------------------------------------------------- | ------------------- | -------------------------------------------------------------- | ---------------------------------- | ----------- |
| 174. | 1.  | Repül az idő (Time Flies)                             | Victor Gonzalez     | Erin Berry                                                     | 2021. január 3. 2024. június 18.   | 2,52 millió |
| 175. | 2.  | Időzóna (Dual Time)                                   | Victor Gonzalez     | Jon Haller                                                     | 2021. január 7. 2024. június 19.   | 3,30 millió |
| 176. | 3.  | A ranglétra tetején (High on the Corporate Ladder)    | Victor Gonzalez     | Mike Teverbaugh és Linda Teverbaugh                            | 2021. január 14. 2024. június 20.  | 2,84 millió |
| 177. | 4.  | Megint Jen (Jen Again)                                | Victor Gonzalez     | Jenny Yang                                                     | 2021. január 21. 2024. június 21.  | 2,64 millió |
| 178. | 5.  | Kinti csecsemő (Outdoor Toddler)                      | Victor Gonzalez     | Kevin Hench                                                    | 2021. január 28. 2024. június 24.  | 2,53 millió |
| 179. | 6.  | Egy bolond és a pénze (A Fool and His Money)          | Victor Gonzalez     | Josh Greenberg                                                 | 2021. február 4. 2024. június 25.  | 2,51 millió |
| 180. | 7.  | Előkészítői iskolai bizalmas (Preschool Confidential) | Victor Gonzalez     | Pat Bullard                                                    | 2021. február 11. 2024. június 26. | 2,25 millió |
| 181. | 8.  | Talált tárgyak (Lost and Found)                       | Victor Gonzalez     | King Hassan                                                    | 2021. február 18. 2024. június 27. | 2,32 millió |
| 182. | 9.  | Grillezés a ködben (Grill in the Mist)                | Robbie Countryman   | Jacob Brown                                                    | 2021. február 25. 2024. június 28. | 2,52 millió |
| 183. | 10. | Vega Mike (Meatless Mike)                             | Dave Cove           | Ed Yeager                                                      | 2021. március 4. 2024. július 1.   | 2,50 millió |
| 184. | 11. | Nagyi-dadus (Granny Nanny)                            | Robbie Countryman   | Claire Mulaney                                                 | 2021. március 11. 2024. július 2.  | 2,42 millió |
| 185. | 12. | Szülésznői válság (Midwife Crisis)                    | Victor Gonzalez     | Kevin Hench                                                    | 2021. március 18. 2024. július 3.  | 2,38 millió |
| 186. | 13. | Te jössz (Your Move)                                  | Victor Gonzalez     | Erin Berry                                                     | 2021. március 25. 2024. július 4.  | 2,42 millió |
| 187. | 14. | Eve két unokahúga (The Two Nieces of Eve)             | Dave Cove           | Jordan Black                                                   | 2021. április 8. 2024. július 5.   | 2,22 millió |
| 188. | 15. | Pillangóhatás (Butterfly Effect)                      | Amanda Fuller       | Jon Haller                                                     | 2021. április 15. 2024. július 8.  | 2,47 millió |
| 189. | 16. | Szülő-normális tevékenységek (Parent-normal Activity) | Jordan Masterson    | Történet: Tommy Wright Tévéjáték: Brett Isaacson és TJ Martell | 2021. április 22. 2024. július 9.  | 2,63 millió |
| 190. | 17. | Szerelem és alku (Love & Negotiation)                 | Christoph Sanders   | Mike Teverbaugh és Linda Teverbaugh                            | 2021. április 29. 2024. július 10. | 2,11 millió |
| 191. | 18. | Jóga és hiba (Yoga and Boo-Boo)                       | Leslie Kolins Small | Pat Bullard                                                    | 2021. május 6. 2024. július 11.    | 2,14 millió |
| 192. | 19. | Gyilkosság, nőt keresünk (Murder, She Wanted)         | Victor Gonzalez     | Josh Greenberg és Jordan Black                                 | 2021. május 13. 2024. július 12.   | 2,35 millió |
| 193. | 20. | Baxter-edzőtábor (Baxter Boot Camp)                   | Kit Wilkinson       | Ed Yeager                                                      | 2021. május 20. 2024. július 15.   | 2,63 millió |
| 194. | 21. | Folytasd az utazást (Keep on Truckin)                 | Andy Cadiff         | Tim Allen                                                      | 2021. május 20. 2024. július 16.   | 2,63 millió |